# Sindaci di Barcellona
Di seguito l'elenco cronologico dei sindaci di Barcellona e delle altre figure apicali equivalenti che si sono succedute nel corso della storia.

## Restaurazione borbonica in Spagna (1874-1931)
| Ot Ferrer i Nin                  |   | Partito Costituzionale           | 31 dicembre 1874  | 5 gennaio 1875    |
| Ramón Sentmenat i Despujol       |   | Partito Liberal-Conservatore     | 5 gennaio 1875    | 23 maggio 1876    |
| Manuel Girona i Agrafel          |   | Partito Liberal-Conservatore     | 23 maggio 1876    | 1º marzo 1877     |
| Albert Faura i Aranyó            |   | Partito Liberal-Conservatore     | 1º marzo 1877     | 14 giugno 1879    |
| Enric Duran i de Duran           |   | Partito Liberal-Conservatore     | 14 giugno 1879    | 14 marzo 1881     |
| Francesc de Paula Rius i Taulet  |   | Partito Liberale                 | 14 marzo 1881     | 15 febbraio 1884  |
| Albert Faura i Aranyó            |   | Partito Liberal-Conservatore     | 15 febbraio 1884  | 15 luglio 1884    |
| Joan Coll i Pujol                |   | Partito Liberal-Conservatore     | 15 luglio 1884    | 15 dicembre 1885  |
| Francesc de Paula Rius i Taulet  |   | Partito Liberale                 | 15 dicembre 1885  | 1º gennaio 1890   |
| Fèlix Macià i Bonaplata          |   | Partito Liberale                 | 1º gennaio 1890   | 29 luglio 1890    |
| Joan Coll i Pujol                |   | Partito Liberal-Conservatore     | 29 luglio 1890    | 1º luglio 1891    |
| Manuel Porcar i Tió              |   | Partito Liberale                 | 1º luglio 1891    | 19 novembre 1892  |
| Domènec Martí i Gofau            |   | Partito Liberal-Conservatore     | 19 novembre 1892  | 10 gennaio 1893   |
| Camil Fabra i Fontanills         |   | Partito Liberale                 | 10 gennaio 1893   | 1º aprile 1893    |
| Manuel Henrich i Girona          |   | Partito Liberale                 | 1º aprile 1893    | 1º gennaio 1894   |
| Josep Collaso i Gil              |   | Partito Liberale                 | 1º gennaio 1894   | 8 aprile 1895     |
| Josep María Rius i Badia         |   | Partito Liberal-Conservatore     | 8 aprile 1895     | 16 giugno 1896    |
| Josep María de Nadal i Vilardaga |   | Partito Liberal-Conservatore     | 16 giugno 1896    | 1º luglio 1897    |
| Joan Coll i Pujol                |   | Partito Liberal-Conservatore     | 1º luglio 1897    | 20 ottobre 1897   |
| Josep Collaso i Gil              |   | Partito Liberale                 | 20 ottobre 1897   | 27 aprile 1898    |
| Josep Griera i Dulcet            |   | Partito Liberal-Conservatore     | 27 aprile 1898    | 17 marzo 1899     |
| Bartomeu Robert i Yarzábal       |   | Partito Liberal-Conservatore     | 17 marzo 1899     | 18 ottobre 1899   |
| Josep Milà i Pi                  |   | Partito Liberale                 | 18 ottobre 1899   | 7 novembre 1900   |
| Joan Coll i Pujol                |   | Partito Liberal-Conservatore     | 7 novembre 1900   | 23 marzo 1901     |
| Joan Amat i Sormaní              |   | Partito Liberale                 | 23 marzo 1901     | 27 dicembre 1902  |
| Josep Monegal i Noguès           |   | Partito Liberal-Conservatore     | 27 dicembre 1902  | 26 maggio 1903    |
| Guillem Boladeres i Romà         |   | Partito Liberal-Conservatore     | 26 maggio 1903    | 16 luglio 1904    |
| Gabriel Lluch i Anfruns          |   | Partito Liberale                 | 16 luglio 1904    | 22 luglio 1905    |
| Ròmul Bosch i Alsina             |   | Partito Liberale                 | 22 luglio 1905    | 16 dicembre 1905  |
| Salvador de Samà i Torrents      |   | Partito Liberale                 | 16 dicembre 1905  | 5 settembre 1906  |
| Domènec Sanllehy i Alrich        |   | Partito Liberal-Conservatore     | 5 settembre 1906  | maggio 1908       |
| Albert Bastardas i Sampere       |   | Unione Repubblicana              | maggio 1908       | 1º luglio 1909    |
| Joan Coll i Pujol                |   | Partito Liberal-Conservatore     | 1º luglio 1909    | 16 novembre 1909  |
| Josep Collaso i Gil              |   | Partito Liberale                 | 16 novembre 1909  | 17 febbraio 1910  |
| Josep Roig i Bergadà             |   | Partito Liberale                 | 17 febbraio 1910  | 6 dicembre 1910   |
| Salvador de Samà i Torrents      |   | Partito Liberale                 | 6 dicembre 1910   | 29 dicembre 1911  |
| Joaquim Sostres i Rey            |   | Partito Liberale                 | 29 dicembre 1911  | 22 aprile 1913    |
| Josep Collaso i Gil              |   | Partito Liberale                 | 22 aprile 1913    | 11 novembre 1913  |
| Joaquim Sagnier i Villavecchia   |   | Partito Liberal-Conservatore     | 11 novembre 1913  | 2 luglio 1914     |
| Guillem Boladeres i Romà         |   | Partito Liberal-Conservatore     | 2 luglio 1914     | 22 luglio 1915    |
| Antonio Martínez Domingo         |   | Partito Liberal-Conservatore     | 22 luglio 1915    | 29 febbraio 1916  |
| Manuel Rius i Rius               |   | Centro Nazionalista Repubblicano | 29 febbraio 1916  | 26 giugno 1917    |
| Antonio Martínez Domingo         |   | Partito Liberal-Conservatore     | 26 giugno 1917    | luglio 1917       |
| Lluís Duran i Ventosa            |   | Lega Regionalista                | luglio 1917       | 26 dicembre 1917  |
| Juan José Rocha García           |   | Partito Repubblicano Radicale    | 26 dicembre 1917  | 1º gennaio 1918   |
| Manuel Morales Pareja            |   | Partito Repubblicano Radicale    | 1º gennaio 1918   | 7 maggio 1919     |
| Antonio Martínez Domingo         |   | Lega Regionalista                | 7 maggio 1919     | 6 maggio 1922     |
| Fernando Fabra i Puig            |   | Partito Liberale                 | 6 maggio 1922     | settembre 1923    |
| Josep Banqué i Feliu             | ? | ?                                | 1º ottobre 1923   | 17 ottobre 1923   |
| Fernando Álvarez de la Campa     | ? | ?                                | 17 ottobre 1923   | 15 settembre 1924 |
| Darío Rumeu i Freixa             | ? | ?                                | 15 settembre 1924 | 26 febbraio 1930  |
| Juan Antonio Güell i López       |   | Lega Regionalista                | 26 febbraio 1930  | 14 aprile 1931    |

## Seconda Repubblica spagnola (1931-1939)
| Jaume Aiguadé Miró           |   | Sinistra Repubblicana di Catalogna            | 14 aprile 1931   | 1º febbraio 1934 |
| Carles Pi i Sunyer           |   | Sinistra Repubblicana di Catalogna            | 1º febbraio 1934 | 7 ottobre 1934   |
| José Martínez Herrero        | ? | ?                                             | 7 ottobre 1934   | 13 gennaio 1935  |
| Juan Pich y Pon              |   | Partito Repubblicano Radicale                 | 13 gennaio 1935  | 30 ottobre 1935  |
| Francisco Jaumar de Bofarull |   | Confederazione Spagnola delle Destre Autonome | 30 ottobre 1935  | 24 dicembre 1935 |
| Ramon Coll i Rodés           |   | Lega Regionalista                             | 24 dicembre 1935 | 17 febbraio 1936 |
| Carles Pi i Sunyer           |   | Sinistra Repubblicana di Catalogna            | 17 febbraio 1936 | 1º luglio 1937   |
| Hilari Salvadó               |   | Sinistra Repubblicana di Catalogna            | 1º luglio 1937   | 26 gennaio 1939  |

## Spagna franchista (1939-1975)
| Miguel Mateu y Pla            |  | Falange Española Tradicionalista y de las Juntas de Ofensiva Nacional Sindicalista | 27 gennaio 1939 | 18 aprile 1945 |
| José María de Albert Despujol |  | Falange Española Tradicionalista y de las Juntas de Ofensiva Nacional Sindicalista | 18 aprile 1945  | 6 marzo 1951   |
| Antonio María Simarro         |  | Falange Española Tradicionalista y de las Juntas de Ofensiva Nacional Sindicalista | 6 marzo 1951    | 19 marzo 1957  |
| José María de Porcioles       |  | Falange Española Tradicionalista y de las Juntas de Ofensiva Nacional Sindicalista | 19 marzo 1957   | 17 maggio 1973 |
| Enric Masó Vázquez            |  | Falange Española Tradicionalista y de las Juntas de Ofensiva Nacional Sindicalista | 17 maggio 1973  | 18 agosto 1975 |

## Regno di Spagna (dal 1975)
| Sindaci nominati dal governo (1975-1979)         | Sindaci nominati dal governo (1975-1979) | Sindaci nominati dal governo (1975-1979) | Sindaci nominati dal governo (1975-1979) | Sindaci nominati dal governo (1975-1979) | Sindaci nominati dal governo (1975-1979) | Sindaci nominati dal governo (1975-1979) |
| Nominativo                                       | Nominativo                               | Partito                                  | Partito                                  | Mandato                                  | Mandato                                  | Elezione                                 |
| Nominativo                                       | Nominativo                               | Partito                                  | Partito                                  | Inizio                                   | Fine                                     | Elezione                                 |
| ------------------------------------------------ | ---------------------------------------- | ---------------------------------------- | ---------------------------------------- | ---------------------------------------- | ---------------------------------------- | ---------------------------------------- |
|                                                  | Joaquín Viola                            | ?                                        | ?                                        | 18 settembre 1975                        | 6 dicembre 1976                          | –                                        |
|                                                  | José María Socías                        | ?                                        | ?                                        | 6 dicembre 1976                          | 6 gennaio 1979                           | –                                        |
|                                                  | Manuel Font-Altaba (Facente funzioni)    | ?                                        | ?                                        | 6 gennaio 1979                           | 19 aprile 1979                           | –                                        |
| Sindaci eletti dal Consiglio comunale (dal 1979) |                                          |                                          |                                          |                                          |                                          |                                          |
| Nominativo                                       | Nominativo                               | Partito                                  | Partito                                  | Mandato                                  | Mandato                                  | Elezione                                 |
| Nominativo                                       | Nominativo                               | Partito                                  | Partito                                  | Inizio                                   | Fine                                     | Elezione                                 |
|                                                  | Narcís Serra                             |                                          | Partito dei Socialisti di Catalogna      | 19 aprile 1979                           | 2 dicembre 1982                          | Elezione 1979                            |
|                                                  | Pasqual Maragall                         |                                          | Partito dei Socialisti di Catalogna      | 2 dicembre 1982                          | 1983                                     | Elezione 1979                            |
| 1983                                             | Pasqual Maragall                         | 1987                                     | Partito dei Socialisti di Catalogna      | Elezione 1983                            |                                          |                                          |
| 1987                                             | Pasqual Maragall                         | 1991                                     | Partito dei Socialisti di Catalogna      | Elezione 1991                            |                                          |                                          |
| 1995                                             | Pasqual Maragall                         | 26 settembre 1997                        | Partito dei Socialisti di Catalogna      | Elezione 1995                            |                                          |                                          |
|                                                  | Joan Clos                                |                                          | Partito dei Socialisti di Catalogna      | Elezione 1995                            | 26 settembre 1997                        | 1999                                     |
| 1999                                             | Joan Clos                                | 2003                                     | Partito dei Socialisti di Catalogna      | Elezione 2009                            |                                          |                                          |
| 2003                                             | Joan Clos                                | 8 settembre 2006                         | Partito dei Socialisti di Catalogna      | Elezione 2003                            |                                          |                                          |
|                                                  | Jordi Hereu                              |                                          | Partito dei Socialisti di Catalogna      | Elezione 2003                            | 8 settembre 2006                         | 2007                                     |
| 2007                                             | Jordi Hereu                              | 1º giugno 2011                           | Partito dei Socialisti di Catalogna      | Elezione 2007                            |                                          |                                          |
|                                                  | Xavier Trias                             |                                          | Convergenza e Unione                     | 1º giugno 2011                           | 13 giugno 2015                           | Elezione 2011                            |
|                                                  | Ada Colau                                |                                          | Lista civica Barcelona en Comú           | 13 giugno 2015                           | 2019                                     | Elezione 2015                            |
| 2019                                             | Ada Colau                                | 17 giugno 2023                           | Lista civica Barcelona en Comú           | Elezione 2019                            |                                          |                                          |
|                                                  | Jaume Collboni                           |                                          | Partito dei Socialisti di Catalogna      | 17 giugno 2023                           | in carica                                | Elezione 2023                            |